# Indianapolis 500 1936
Das 24. Indianapolis 500 (offiziell 24th 500 Mile International Sweepstakes Race) auf dem Indianapolis Motor Speedway fand am 30. Mai 1936 statt.

## Das Rennen
Das Rennen ging über eine Distanz von 200 Runden à 4,023 km, was einer Gesamtdistanz von 804,672 km entspricht. Aus der Pole-Position startete Rex Mays mit einer Zehnrunden-Durchschnittszeit von 12:32.23 Min. oder 119,644 mph (192,548 km/h). Das Rennen war der erste Lauf zur AAA-Saison 1936.

## Ergebnisse

### Startaufstellung
| Reihe | Innen          | Mitte            | Außen          |
| ----- | -------------- | ---------------- | -------------- |
| 1     | Rex Mays       | Babe Stapp       | Chet Miller    |
| 2     | Doc MacKenzie  | George Connor    | Herb Ardinger  |
| 3     | Cliff Bergere  | Louis Tomei      | Wilbur Shaw    |
| 4     | Shorty Cantlon | Ted Horn         | Freddy Winnai  |
| 5     | Bill Cummings  | George Barringer | Floyd Roberts  |
| 6     | Jimmy Snyder   | Al Miller        | Chet Gardner   |
| 7     | Billy Winn     | Frank Brisko     | Johnny Seymour |
| 8     | Frank McGurk   | Doc Williams     | Ralph Hepburn  |
| 9     | Ray Mixley     | Deacon Litz      | Harry McQuinn  |
| 10    | Louis Meyer    | Lou Moore        | Mauri Rose     |
| 11    | Fred Frame     | Zeke Meyer       | Emil Andres    |

### Schlussklassement
| Pos. | Nr. | Name              | Chassis    | Motor       | Zeit/Rückstand              | Qualifikation ø 10 Rd. mph | Start |
| ---- | --- | ----------------- | ---------- | ----------- | --------------------------- | -------------------------- | ----- |
| 1    | 8   | Louis Meyer (W)   | Stevens    | Miller      | 4:35:03.39 Std. 109,069 mph | 114,171                    | 28    |
| 2    | 22  | Ted Horn          | Wetteroth  | Miller      | 200                         | 116,564                    | 11    |
| 3    | 10  | Doc MacKenzie     | Wetteroth  | Offenhauser | 200                         | 116,961                    | 4     |
| 4    | 36  | Mauri Rose        | Miller     | Miller      | 200                         | 113,890                    | 30    |
| 5    | 18  | Chet Miller       | Summers    | Miller      | 200                         | 117,675                    | 3     |
| 6    | 41  | Ray Pixley (R)    | Miller     | Miller      | 200                         | 116,703                    | 25    |
| 7    | 3   | Wilbur Shaw       | Shaw       | Offenhauser | 200                         | 117,503                    | 9     |
| 8    | 17  | George Barringer  | Rigling    | Offenhauser | 200                         | 112,700                    | 14    |
| 9    | 53  | Zeke Meyer        | Cooper     | Studebaker  | 200                         | 111,476                    | 32    |
| 10   | 38  | George Connor     | Adams      | Miller      | 200                         | 116,269                    | 5     |
| 11   | 35  | Freddie Winnai    | Stevens    | Offenhauser | 199                         | 116,221                    | 12    |
| 12   | 9   | Ralph Hepburn     | Miller     | Offenhauser | 196                         | 112,673                    | 24    |
| 13   | 28  | Harry McQuinn     | Stevens    | Miller      | 196 (Kraftstoffmangel)      | 114,118                    | 27    |
| 14   | 7   | Shorty Cantlon    | Weil       | Miller      | 194 (Kraftstoffmangel)      | 116,912                    | 10    |
| 15   | 33  | Rex Mays          | Adams      | Sparks      | 192 (Kraftstoffmangel)      | 119,644                    | 1     |
| 16   | 54  | Doc Williams (R)  | Cooper     | Miller      | 192 (Kraftstoffmangel)      | 112,837                    | 23    |
| 17   | 32  | Lou Moore         | Miller     | Offenhauser | 185 (Kraftstoffmangel)      | 113,996                    | 29    |
| 18   | 19  | Emil Andres (R)   | Whippet    | Cragar      | 184                         | 111,455                    | 33    |
| 19   | 4   | Floyd Roberts     | Stevens    | Offenhauser | 183 (Kraftstoffmangel)      | 112,403                    | 15    |
| 20   | 14  | Frank Brisko      | Miller     | Brisko      | 180 (Kraftstoffmangel)      | 114,213                    | 20    |
| 21   | 12  | Al Miller         | Smith      | Miller      | 119 (Unfall)                | 116,138                    | 17    |
| 22   | 42  | Cliff Bergere     | Stevens    | Miller      | 116 (Motor)                 | 113,377                    | 7     |
| 23   | 15  | Deacon Litz       | Miller     | Miller      | 108 (Kurbelwelle)           | 115,997                    | 26    |
| 24   | 21  | Babe Stapp        | Shaw       | Offenhauser | 89 (Kurbelwelle)            | 118,945                    | 2     |
| 25   | 5   | Billy Winn        | Miller     | Miller      | 78 (Kurbelwelle)            | 114,648                    | 19    |
| 26   | 52  | Frank McGurk (R)  | Adams      | Cragar      | 51 (Kurbelwelle)            | 113,102                    | 22    |
| 27   | 27  | Louis Tomei       | Wetteroth  | Miller      | 44 (Motor)                  | 111,078                    | 8     |
| 28   | 44  | Herb Ardinger     | Stevens    | Miller      | 38 (Kraftübertragung)       | 115,082                    | 6     |
| 29   | 6   | Chet Gardner      | Duesenberg | Offenhauser | 38 (Kupplung)               | 116,000                    | 18    |
| 30   | 43  | Jimmy Snyder      | Stevens    | Miller      | 21 (Ölleck)                 | 111,291                    | 16    |
| 31   | 47  | Johnny Seymour    | Stevens    | Miller      | 13 (Kupplung)               | 113,169                    | 21    |
| 32   | 46  | Fred Frame (W)    | Miller     | Miller      | 4 (Motor)                   | 112,877                    | 31    |
| 33   | 2   | Bill Cummings (W) | Miller     | Offenhauser | 0 (Kupplung)                | 115,939                    | 13    |

(W)=früherer Gewinner / (R)=Rookie / alle Starter auf Firestone-Reifen

### Führungsrunden
| Fahrer      | Anzahl |
| ----------- | ------ |
| Louis Meyer | 96     |
| Wilbur Shaw | 51     |
| Babe Stapp  | 25     |
| Ted Horn    | 16     |
| Rex Mays    | 12     |